# 克里夫·李
克里夫顿·菲佛·李（英語：Clifton Phifer Lee，1978年8月30日—），通稱克里夫·李（Cliff Lee），出生於阿肯色州本顿，美国职棒大联盟先发投手。2008年李以22胜3败、防御率2.54的优异成绩拿下美联赛扬奖。

## 職業生涯
1997年李高中毕业后被佛罗里达马林鱼在选秀大会中第8轮挑中，但他选择上大学。1998年李再次被巴尔的摩金莺挑选，不过他仍没有和球队签约。2000年蒙特利尔博览会在第4轮挑中了克里夫·李，随后在7月份签约。

### 克里夫蘭印地安人
2002年6月27日，博览会把李、布兰登·菲利普斯、李·史蒂文斯（Lee Stevens）、格雷迪·塞斯摩尔打包交换克里夫兰印地安人的巴特罗·柯隆和蒂姆·德鲁（Tim Drew）。在印地安人队的小联盟投了11场球后，克里夫·李在这个赛季的9月份被叫上大联盟。2002年9月15日，李首次在大联盟亮相，他先发出场，主投5+1⁄3局，仅掉1分自责分，但队友没有提供火力支援，苦吞败仗。之后他先发对堪萨斯市皇家，5局仅掉1分，最终无关胜败。
在接下来的三个赛季中，李都至少拿到14胜，2005年甚至还取得了18胜的好成绩，那年在赛扬奖评选中名列美联第四。2006年球季中段，印地安人队和李续签了一份3年1,400万美元的合約。
2007年春训期间，李不幸腹部拉伤，因此他错过了4月份的赛事。5月他重返球队的先发轮值表，但表现糟糕，在前16次先发中仅投出4胜9败、防御率5.38的成绩。7月21日，李的一个触身球击中德州游骑兵球员萨米·索萨的头部，而那场比赛正是游骑兵队为索萨600轰举行的庆典。7月26日，当李以4局失7分退场时，全场嘘声四起。第二天李就被下放到小联盟。9月份李靠着大联盟名单扩编重新回到大联盟，但之后仅有4次中继出场的记录。

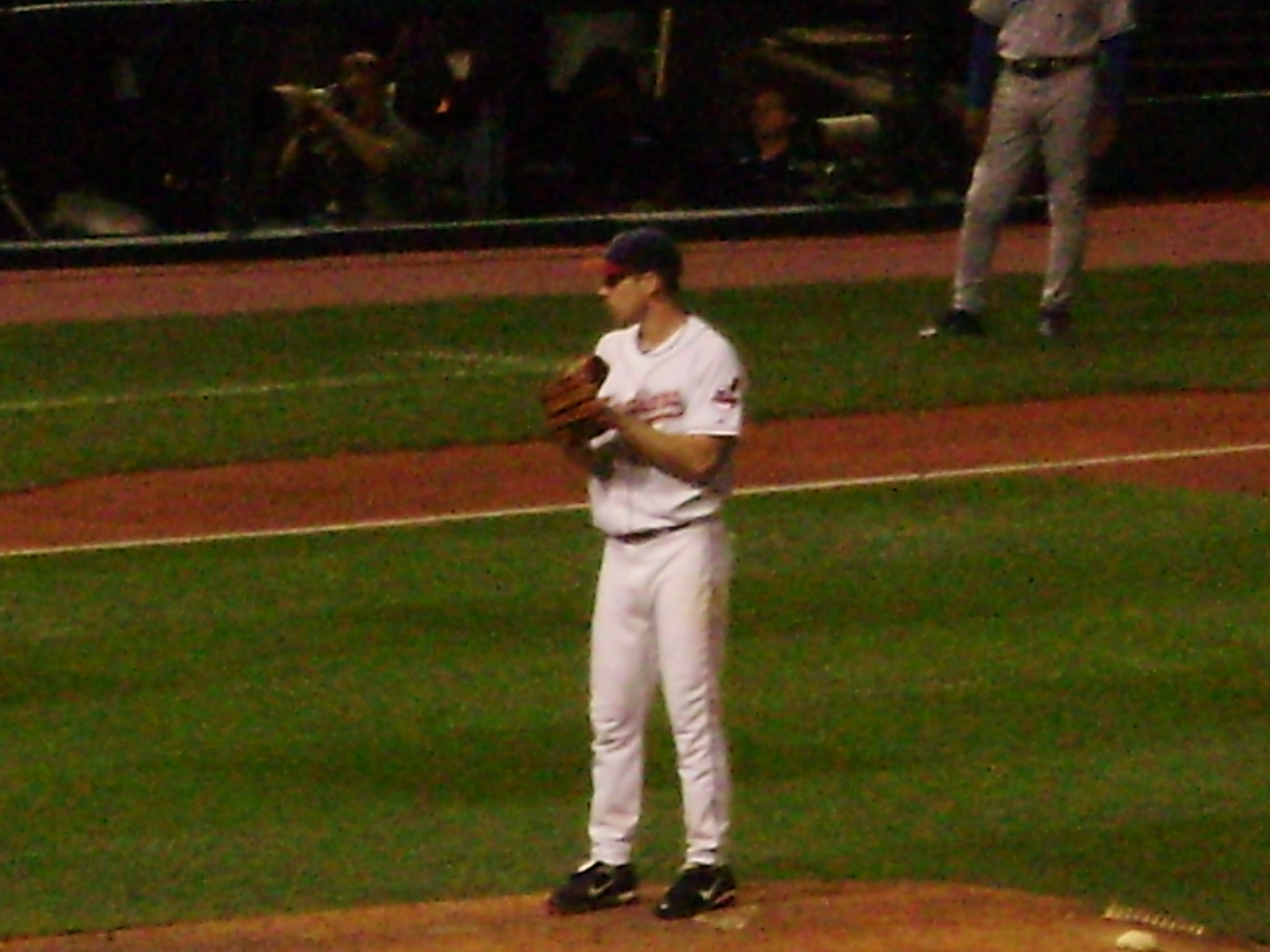
2008年9月12日，站在投手丘上的李

经过低迷的2007年球季后，李在2008年重新焕发光彩。对于他来说这一年是极为成功的赛季。4月25日，李在对皇家队的比赛中拿下了职业生涯的首场完封胜，他仅被击出3支安打，并且没有保送。他以5胜0败、防御率0.96的惊人成绩获得美联四月份最佳投手奖。李也被选为了2008年全明星赛美联先发投手，2局的投球送出3次三振。9月1日，李以一场完封胜帮他拿下了本季的第20胜，这也是1974年以来第一位取得20胜的印地安人队投手。最终李以22胜3败、防御率2.54、三振170次的成绩结束2008年球季。
李88%的胜率在大联盟史上排名第12位，而在超过30次先发的投手里排名第四；有趣的是，和李一样，排名前三位的全部都是左投手（蓝迪·强森、罗恩·古德瑞和雷夫提·格罗夫）。
2008年11月13日，克里夫·李获得了美国联盟赛扬奖，这也是赛扬奖连续第二年被印地安人队的投手获得（前一年是李的前队友C.C.萨巴西亚）。另外他还收获其他很多的奖项，包括了美国联盟年度东山再起球员奖、球员评选美联最杰出投手奖、体育新闻杂志年度最佳投手奖和体育新闻杂志年度东山再起球员奖等。
李在2009年开季并不理想，春训6场先发防御率高达12.46，常规赛的前两场比赛也分别吞下败投。但他之后越投越好，还在6月14日在对圣路易斯红雀的比赛中前7局无安打。

### 費城費城人
2009年7月29日，李被球队交易到费城费城人。7月31日，李在代表费城人的第一场比赛中就投出了完投胜，帮助球队以5比1击败旧金山巨人。12月15日，李經由四隊交易被交易至西雅圖水手。

### 西雅圖水手
2009年12月16日，西雅圖水手以J.C.拉米瑞茲、菲利普·奥蒙和Tyson Gillies等3名選手和費城費城人交易李。這是他在同一年度內第二次轉隊。

### 德州遊騎兵
2010年7月9日，德州遊騎兵以Mark Lowe及賈斯汀·史莫克和水手交易李，也讓紐約洋基交易失敗。10月12日，在美聯分區季後賽第五戰登場先發，於客場以5:1，11次三振，無保送，120球完投勝擊敗光芒隊晉級美國聯盟冠軍戰。在分區季後賽出賽兩場皆獲得勝投，兩場先發21次三振，沒有保送，寫下美國大聯盟分區季後賽的投手總三振紀錄。8月6日，李在對奧克蘭運動家比賽中獲得勝投，這是他個人職業生涯的第100勝。
在季後賽的2010年美國聯盟分區賽第1場比賽，投7局失1分送出10次三振，球隊以5：1擊敗坦帕灣光芒，拿下個人也是球隊在今年季後賽的第1勝。第5場比賽，李完投9局只失1分，獲得勝投，帶領球隊贏得隊史季後賽的第1個系列賽勝利。2010年世界大賽的第1場比賽，李對決舊金山巨人的2屆賽揚獎得主蒂姆·林斯肯，但李在這1場比賽表現不佳，只投4+2⁄3局狂失7分，最後吞下個人在季後賽的第1敗。第5場比賽，李同樣面對巨人的林斯肯，主投7局失3分，球隊得分不佳只得到1分，最後球隊以1：3輸球，李吞下季後賽的2連敗，球隊也在世界大賽被淘汰。

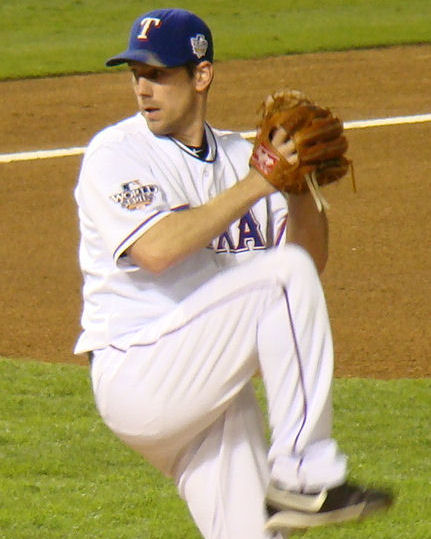
在2010年世界大賽第5場比賽投球的李

### 費城費城人（二次）
2010年12月15日，李和前東家費城費城人簽下5年1億2千萬美金的合約，此份合約包含第6年的球隊選擇權，使得李再度回到費城人。
2015年11月4日費城人隊拒絕執行2016年合約球團選擇權並買斷、買斷金價值12.5M。2016年2月27日，李宣布退休，結束13年職棒生涯。

## 技術特點
生涯晚期的克里夫·李能熟練掌握四個球種：速球、切球、變速球、曲球。他自身將曲球視為最有效率的球種，不過使用的頻率並不高。滑球則是偶一為之，甚少被納入討論。控球極佳，以高好球率著稱，即使非以球速見長（速球長年位列聯盟均值），仍積極攻擊打者的內角低角度，收效甚好。此外他在場上情緒非常穩定，不因賽況的變動而有所動搖，受到隊友、記者的稱許。

## 生涯成績

### 獎項和表彰
- 入選明星賽：4次（2008年、2010年、2011年、2013年）。
- 賽揚獎：1次（2008年）。
- 勝投王：1次（2008年）。
- 防禦率王：1次（2008年）。
- 東山再起獎：1次（2008年）。
- Sporting News 美國聯盟年度最佳投手：1次（2008年）。

## 參看
- 美国职棒大联盟胜投王
- 美国职棒大联盟防御率王